# Необходимая оборона

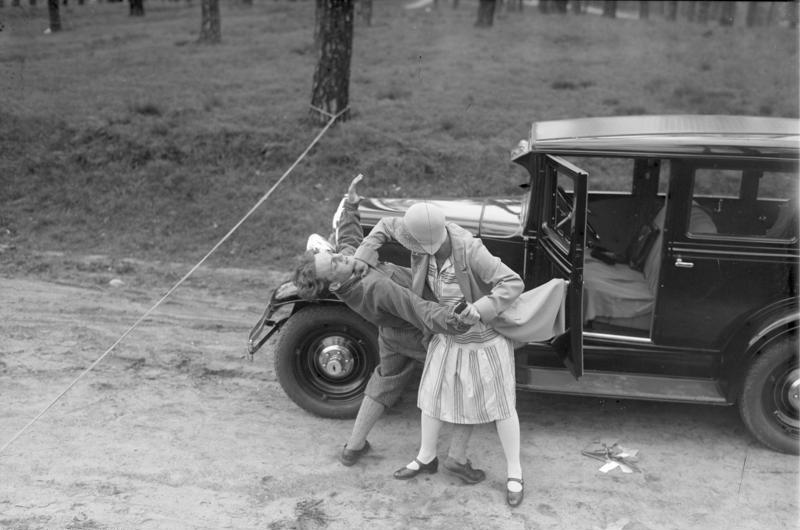
Водитель применяет приём джиу-джитсу против грабителя в целях необходимой обороны

Необходи́мая оборо́на — это правомерная защита личности и прав обороняющегося и других лиц, а также охраняемых законом интересов общества и государства от общественно опасного посягательства путём причинения вреда посягающему лицу.
Основным отличительным признаком необходимой обороны, отграничивающим её от других обстоятельств, исключающих преступность деяния, является причинение вреда именно посягающему.
Институт необходимой обороны известен достаточно давно и существует в уголовном праве многих государств, однако он продолжает вызывать научные споры: ему посвящены сотни научных исследований, а соответствующие законодательные нормы подвержены изменениям.

## Природа права на необходимую оборону
Некоторые учёные считают, что право на самооборону является неотъемлемым правом каждого человека, которое вытекает из «естественного, присущего человеку от рождения права на жизнь».

## Необходимая оборона в уголовном праве стран мира
Нормы о необходимой обороне содержатся в законодательстве многих стран мира.
Так, УК Польши содержит норму, предусматривающую освобождение от ответственности за причинение вреда в рамках необходимой обороны (§ 1 ст. 25). Кроме того, устанавливаются пределы допустимой обороны (избранный для защиты способ должен соответствовать опасности посягательства) и устанавливаются правила назначения наказания в случае превышения этих пределов: наказание смягчается и может даже не назначаться вовсе (§ 2 ст. 25). Освобождение от наказания происходит и в тех случаях, когда превышение пределов необходимой обороны было вызвано страхом или нервным возбуждением, которые были спровоцированы посягательством (§ 3 ст. 25).
Аналогичный подход к ответственности за превышение пределов необходимой обороны предусмотрен и УК Германии: не наказуемо такое превышение, произошедшее из-за замешательства, страха или испуга (§ 33).
УК Испании, устанавливая пределы допустимой обороны, указывает, что способ, избранный для противодействия посягательству, должен удовлетворять критерию «разумной необходимости». Предусматривается также такое условие правомерности обороны, как её неспровоцированность самим защищающимся (п. 4 ст. 21).
УК Франции допускает правомерное причинение вреда при отражении незаконного посягательства на обороняющегося или третьих лиц, при условии, что средства, используемые для защиты, соответствуют «серьёзности нападения» (ст. 122-5); в том числе специально оговаривается возможность совершения таких действий (кроме умышленного убийства) для защиты имущества от посягательства при наличии такой необходимости и сообразно опасности посягательства. Условия правомерности необходимой обороны от различных категорий преступных посягательств устанавливаются статьями 122-6 и 122-7.

### В России
В соответствии с ч. 1 ст. 37 УК РФ, оборона является правомерной в любом случае, если посягательство было сопряжено с насилием, опасным для жизни обороняющегося или другого лица, либо с непосредственной угрозой применения такого насилия. Обороняться имеет право любой человек независимо от его профессиональной или иной специальной подготовки и служебного положения, а также независимо от возможности избежать общественно опасного посягательства или обратиться за помощью к другим лицам или органам власти. Обороняться можно от любого общественно опасного посягательства, независимо от того, подлежит ли уголовной ответственности лицо, его совершающее.
Защита от посягательства, не сопряженного с насилием, опасным для жизни обороняющегося или другого лица, либо с непосредственной угрозой применения такого насилия, является правомерной, если при этом не было допущено превышения пределов необходимой обороны, то есть умышленных действий, явно не соответствующих характеру и опасности посягательства. При необходимой обороне может быть правомерно причинён вред, который фактически является большим, чем посягающий реально причинил в ходе нападения. Не являются превышением пределов необходимой обороны действия обороняющегося лица, если это лицо вследствие неожиданности посягательства не могло объективно оценить степень и характер опасности нападения.
Условия правомерности и пределы необходимой обороны регламентированы Постановлением Пленума Верховного Суда РФ от 27 сентября 2012 года № 19 «О применении судами законодательства о необходимой обороне и причинении вреда при задержании лица, совершившего преступление». В частности, устанавливается, что разрешено использование не запрещённых законом автоматически срабатывающих и автономных специальных приспособлений, действующие в отсутствие лица, интересам которого причиняется ущерб, если исключена возможность приведения их в действие при отсутствии посягательства или причинения ими чрезмерного вреда.
Не может быть признано находившимся в состоянии необходимой обороны лицо, которое намеренно вызвало нападение, чтобы использовать его как повод для совершения противоправных действий (для причинения вреда здоровью, хулиганских действий, сокрытия другого преступления и т. п.). Содеянное в таких случаях должно квалифицироваться на общих основаниях.
Отмечается, что несмотря на наличие разъяснений высшей судебной инстанции, на практике правоприменитель демонстрирует обвинительный уклон. Достаточно частыми являются случаи толкования норм о необходимой обороне и особенно о её пределах не в пользу обороняющегося, что влечёт ущемление реального права граждан на самооборону.